# Yurika Yokoishi
Yurika Yokoishi (* 16. September 1991 in Shiga als Yurika Bamba japanisch 馬場 ゆりか Bamba Yurika;) ist eine japanische Volleyballspielerin.

## Karriere
Yokoishi begann ihre Karriere 2008 an der Kyoto Tachibana High School. Von 2011 bis 2014 spielte sie im Team der Ryūkoku-Universität. Danach war die Libera für drei japanische Vereine aktiv: zuerst zwei Jahre bei den Hiroshima Oilers, in der Saison 2016/17 für Sendai Belle Fille und schließlich von 2017 bis 2021 bei Kurobe Aqua Fairies Toyama. 2021 verließ sie erstmals die Heimat und wechselte zum ungarischen Verein Vasas Óbuda Budapest. 2022 wurde Yokoishi vom deutschen Bundesligisten VfB 91 Suhl verpflichtet. Mit Suhl kam sie im DVV-Pokal 2022/23 und in den Bundesliga-Playoffs jeweils ins Viertelfinale. Dieselben Ergebnisse gab es im DVV-Pokal 2023/24 und in der Bundesliga-Saison. 2024 wechselte die Japanerin zum Ligakonkurrenten SC Potsdam. 2025 wurde sie von Allianz MTV Stuttgart verpflichtet.